# Båtbuss

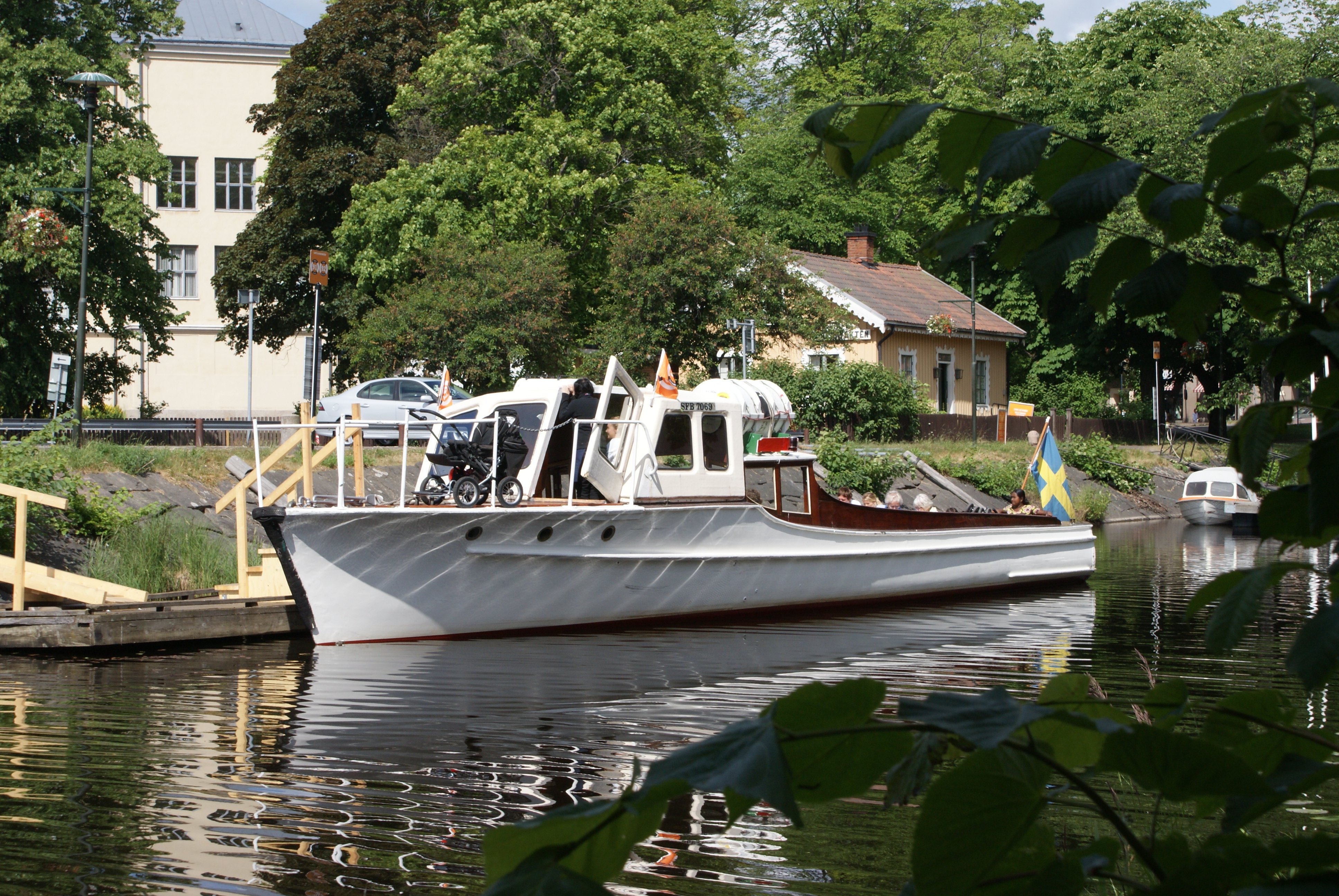
Båtbuss i Pråmkanalen i centrala Karlstad

Begreppet båtbuss används av Karlstads och Hammarö kommuner som namn på båtarna som trafikerar deras passagerarfärjelinjer för kollektivtrafik.
Passagerarfärjelinjer för kollektivtrafik finns på flera ställen i Sverige, men då med andra namn än Båtbuss, som pendelbåtslinje för Sjövägen i Stockholm, och pendelfärjelinje för Älvsnabben i Göteborg.